# Birketsmithiola nyassana
Birketsmithiola nyassana is een vlinder uit de familie van de spinneruilen (Erebidae). De wetenschappelijke naam van deze soort werd voor het eerst als Eilema sanguicosta var. nyassana voorgesteld door Embrik Strand in een publicatie uit 1912.
Deze soort komt voor in Tanzania.